# Mercenari svizzeri
I mercenari svizzeri erano delle truppe di fanteria elvetiche mercenarie che militavano per compenso a favore di signori e potentati stranieri.
Apparvero nel medioevo e operarono, in maniera più o meno organizzata, sino al XVI secolo, quando con l'avvento degli stati nazionali, il loro utilizzo cominciò a ridursi a favore delle forze armate regolari.
La loro opera cambiò il modo di combattere; le loro formazioni, all'inizio semplici e primitive, poi evolutesi nel quadrato-falange, rivoluzionarono le tecniche belliche e, insieme con le armi da fuoco, segnarono la disfatta del cavaliere e della cavalleria medievale come arma definitiva.

## Storia

### Ilpatto eterno confederale

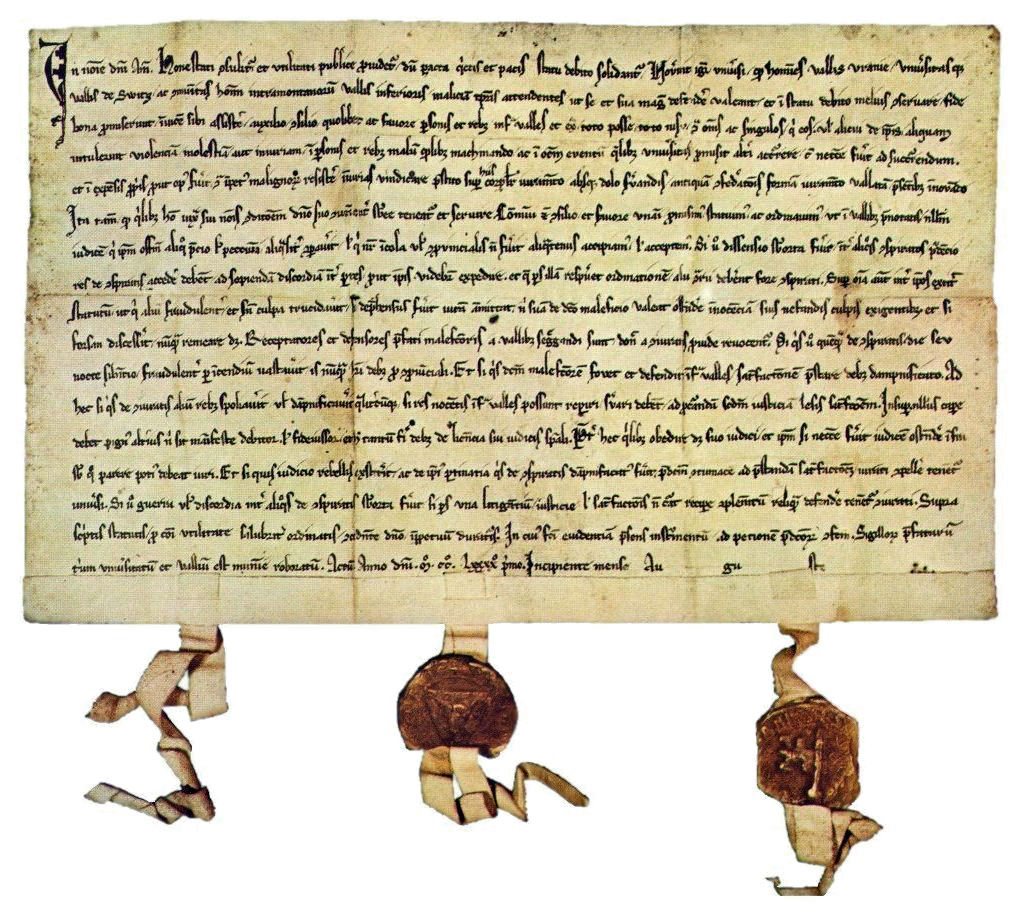
Patto eterno confederale

Le popolazioni svizzere, al contrario della maggior parte dell'Europa, non avevano mai delegato la difesa del proprio paese a forze esterne (come la cavalleria feudale o i combattenti stranieri). A partire dal patto eterno confederale, 1º agosto 1291, intesero sempre il combattimento come qualcosa di collettivo che impegnava l'intera comunità e sperimentarono al contempo la solidarietà nazionale di fronte allo straniero.
Col predetto patto federale gli abitanti di Uri, Svitto e di Untervaldo, i cosiddetti Waldstätte o paesi forestali, si unirono nella lotta contro gli Asburgo, ponendo le basi di quella che sarebbe stata la Confederazione svizzera come oggi la conosciamo (il 1º agosto è la festa nazionale svizzera a memoria del patto confederale).

### La nascita e la diffusione

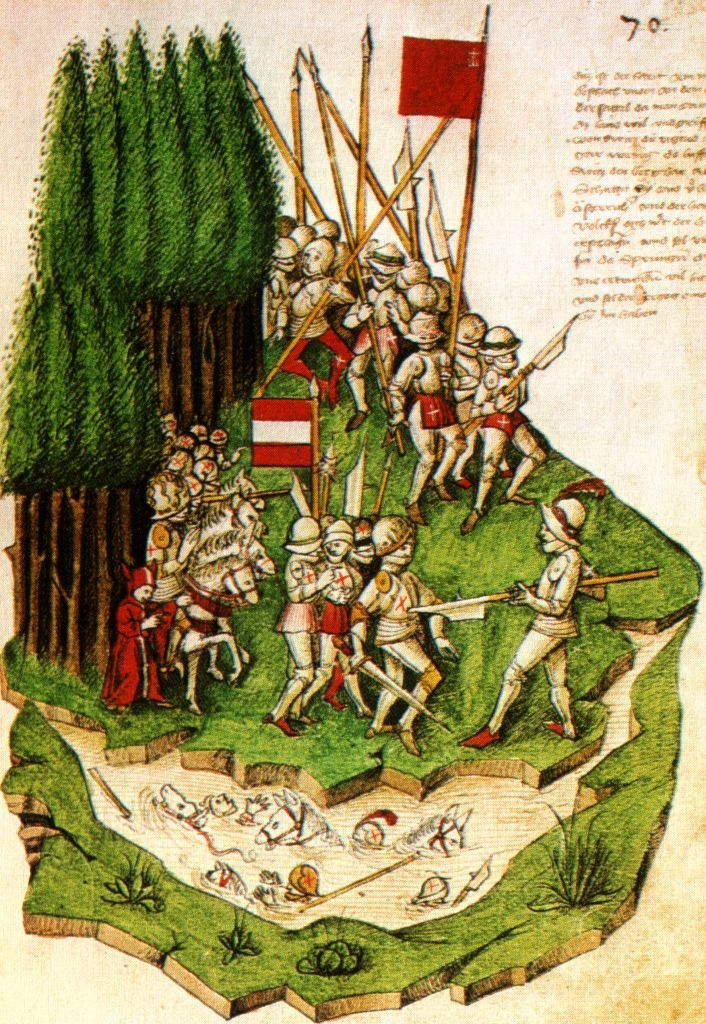
Picchieri svizzeri nella battaglia di Morgarten

Il motivo per cui il mercenariato si sviluppò soprattutto nei cantoni elvetici di montagna è da ricercarsi nella loro grande povertà. L'unica risorsa disponibile, oltre la scarna agricoltura, era costituita dall'emigrazione e questa, sostanzialmente, voleva dire prestazione all'estero di servizio militare dietro pagamento di una mercede.
Questa emigrazione era, peraltro, favorita dalla tipologia di attività economiche praticate a causa della conformazione orografica della maggior parte dei cantoni di provenienza. Il territorio montuoso consentiva soltanto l'allevamento e la pastorizia dove la presenza diretta del pastore o dell'allevatore poteva essere più facilmente gestita che nell'agricoltura vera e propria e dove gli stessi potevano essere sostituiti da donne, ragazzi e vecchi ma anche dalla solidarietà vicinale.
In questo scenario socioeconomico "in fondo lasciare vedove e orfani non era una gran tragedia".
Il mercenariato svizzero si era già manifestato nel XIII e XIV secolo, nella guerra dei cent'anni (1337 - 1453) mettendosi in luce per il coraggio e la ferocia che uniti all'impeto degli attacchi gli donò rinomanza internazionale.
La lunga serie di vittorie dei Cantoni svizzeri (in particolare alla Battaglia di Morgarten e a Morat) diedero fama continentale alle truppe elvetiche che cominciarono a essere richieste dalle altre potenze.
Fu nel XV e XVI secolo che il fenomeno assunse dimensioni talmente notevoli che i Cantoni ne assunsero il controllo. Spettò così a questi autorizzare l'arruolamento di questo particolare tipo di emigranti, la cui base sociale era formata prevalentemente da montanari ma anche da appartenenti alle nobiltà locali, facendo da intermediari con le loro comunità.
I Cantoni ricevevano per questo un compenso, ma, cosa ben più importante, acquisirono una visibilità e valenza diplomatica che si tramutò presto in potere effettivo. In quest'ottica si possono leggere gli accordi, oggi diremmo di assistenza militare, del 1474 con Luigi XI di Francia e con altri potentati.

### I rapporti con la Francia

#### Antefatti
Nel 1444 gli svizzeri erano in guerra con Sigismondo d'Austria, alleato del re di Francia Carlo VII, il quale inviò il Delfino (il futuro Luigi XI) in suo aiuto. Durante la battaglia di San Giacomo sul Sihl gli svizzeri vennero annientati, ma il Delfino ebbe modo di constatarne le ottime qualità militari, e così stipulò un accordo di alleanza e commerciale con gli stati elvetici nel 1444, rinnovato da Carlo VII nel 1453 e nuovamente da lui stesso nel 1463, ritenendo un'ottima cosa tenersi amico quel popolo.
Gli svizzeri non tennero fede al patto stipulato con il re francese, e nel 1465 optarono per unirsi alla Lega del bene pubblico guidata dal borgognone Carlo il Temerario. Luigi XI allora scese a patti con i mercenari offrendo loro un accordo di mutua difesa dal Duca di Borgogna, impegnandosi a versare annualmente 20.000 franchi nelle casse dei Cantoni e donando altri privilegi commerciali potendo però in cambio reclutare soldati in Svizzera. Carlo il Temerario non perdonò il cambio di fronte ai mercenari dichiarando loro guerra, ma venne pesantemente sconfitto a Grandson, Morat (1476) e infine a Nancy (1477) dove perse anche la vita.

#### Al servizio e contro i re francesi

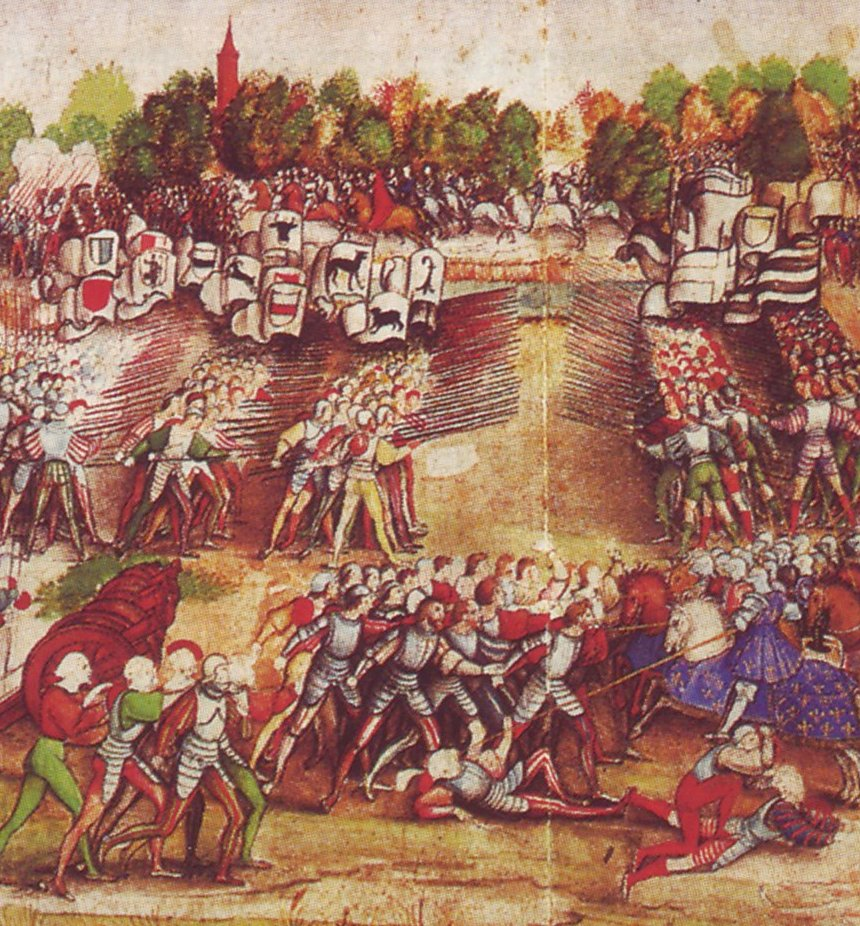
Battaglia di Marignano, maestro de la Ratière

Le tre battaglie conclusive delle guerre borgognone solidificarono l'immagine di eccellenti combattenti dei mercenari svizzeri. Luigi XI ne assoldò 6.000 (guidati da Guglielmo di Diesbach) nel 1480 per addestrare il suo esercito alle operazioni di manovra su un finto campo di battaglia in Normandia e, al momento del congedo, chiese e ottenne di poter usare una loro compagnia come guardia del corpo (15 anni dopo cambieranno nome in Cent-Suisses).
Quando Carlo VIII di Francia scatenò la guerra d'Italia del 1494-1498 per far valere i diritti degli angioini sul Regno di Napoli nel suo esercito militavano più di 25.000 mercenari svizzeri, che si distinsero soprattutto nella battaglia di Fornovo (1495). Luigi XII ridusse il loro numero a 9.000 unità stipulando con essi un contratto decennale; egli si avvalse del loro aiuto durante la guerra d'Italia del 1499-1504 conquistando il Ducato di Milano e scontrandosi con la Repubblica di Genova, anche se contro quest'ultima essi si rifiutarono di combattere in quanto il contratto d'ingaggio prevedeva esclusivamente combattimenti in pianura. Tali clausole piacquero ai mercenari svizzeri che arrivarono così a stabilire una serie di regole valide per il futuro: niente combattimenti contro altre truppe svizzere (regola non sempre rispettata), oltremare, di là dal Reno o a sud dei Pirenei.
I rapporti con Luigi XII continuarono fino a quando il re francese non si rifiutò di aumentare il compenso al Cantone dei Grigioni. Gli svizzeri si unirono alla Lega Santa ispirata da papa Giulio II contrastando anche il successore di Luigi XII, Francesco I, che però li sconfisse duramente nella battaglia di Marignano (1515). Da questa battaglia la potenza militare degli svizzeri che erano "apparsi per un momento l'unico potentato capace di dominare l'Italia settentrionale imponendosi sia alla Francia sia all'Impero" ne uscì compromessa. Con la pace di Friburgo (29 novembre 1516) e con un sostanzioso compenso Francesco I portò dalla sua parte i Cantoni svizzeri e i loro mercenari che non avrebbero più preso le armi contro la Francia.
Nella battaglia della Bicocca, a fianco dei francesi comandati da Odet de Foix (1485-1528) i mercenari svizzeri furono sanguinosamente decimati e sconfitti dagli archibugieri spagnoli: quattro file di mille archibugieri spararono alternativamente per darsi il tempo di ricaricare l'arma, costituendo un muro di fuoco micidiale e vincente. Anche nella battaglia di Pavia non riuscirono a impedire la cattura del loro "datore di lavoro".
Enrico II di Francia rinnovò nel 1516 i rapporti ottenendo di poter arruolare non meno di 6.000 e non più di 16.000 mercenari, a meno che egli stesso non comandasse l'esercito. Durante le guerre di religione francesi appoggiarono sia i monarchici, giocando un ruolo chiave nella battaglia di Dreux, sia gli ugonotti (senza però l'autorizzazione dei Cantoni). Un piccolo contingente, poi massacrato dagli insorti, fungeva da guardia del corpo di Luigi XVI durante l'assalto alle Tuileries, nell'ambito della rivoluzione francese. Il servizio ai re di Francia continuò fino alla caduta di Luigi Filippo di Francia, l'ultimo dei Borbone, avvenuta nel 1848.

### La riduzione del fenomeno

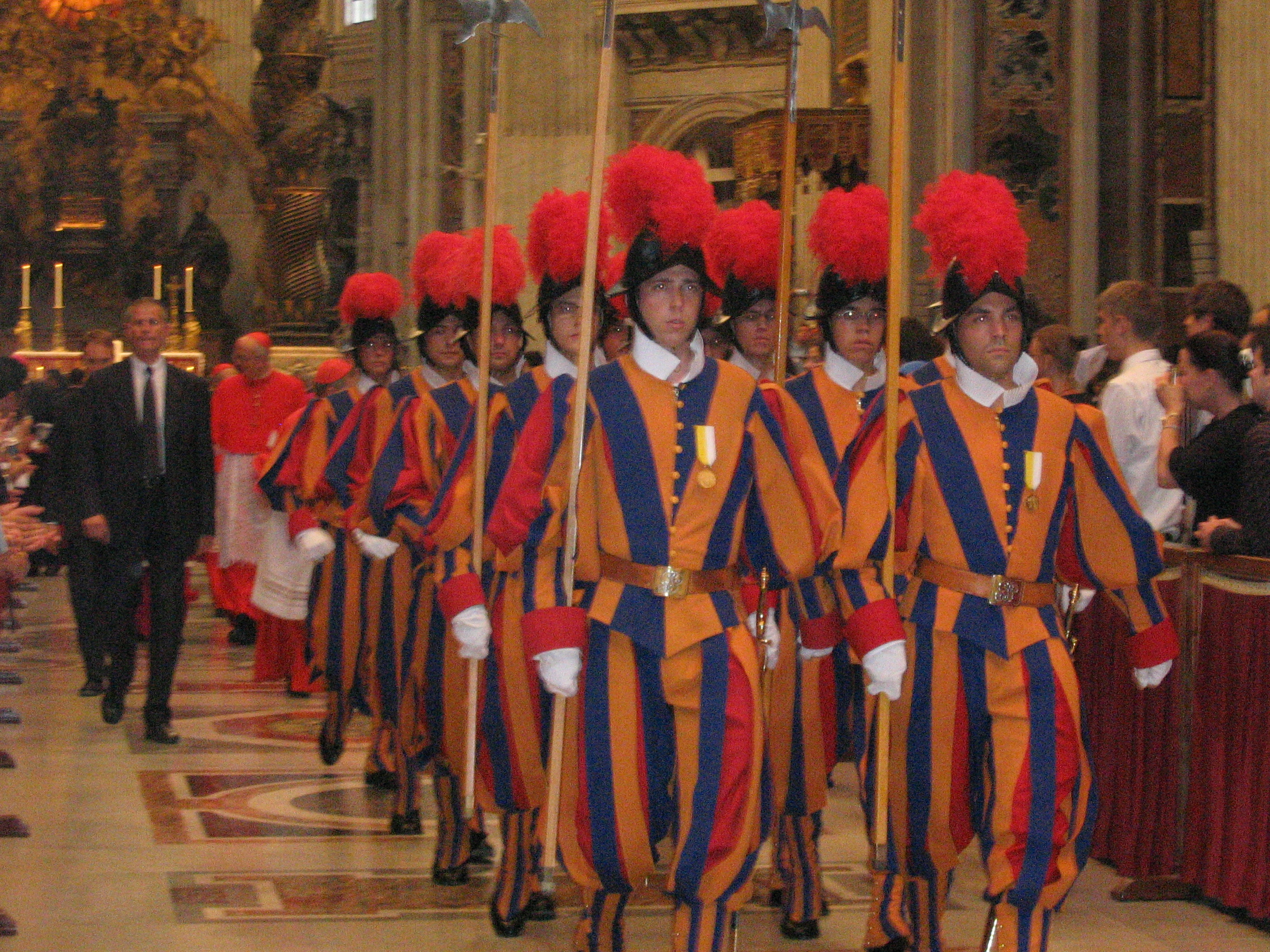
Guardie svizzere in Vaticano

I mercenari svizzeri caratterizzarono con la propria presenza le guerre europee dei secoli XV e XVI e la loro tecnica di combattimento fu a lungo considerata esemplare. Tuttavia, con il perfezionamento delle tattiche della fanteria, l'evoluzione dell'artiglieria verso dei pezzi sufficientemente mobili, l'introduzione dei proiettili di ghisa che, combaciando perfettamente con le canne delle bocche da fuoco, permettevano un tiro più accurato e con una maggiore gittata, e infine con l'uso sempre più perfezionato dell'archibugio, ma soprattutto il sorgere degli stati nazionali e degli eserciti nazionali determinò la progressiva riduzione della loro attività.
Nel XV secolo, inoltre, comparvero nuovi gruppi di mercenari che cominciarono a opporre una spietata concorrenza agli svizzeri, come i già citati lanzichenecchi. La più agile formazione del tercio spagnola, ben fornita di tiratori e meglio disposta sul campo e le moderne tattiche degli olandesi, come quelle di Maurizio di Nassau, limitarono la diffusione del mercenariato elvetico. Lo sviluppo degli eserciti permanenti e il bisogno di truppe motivate e affidabili, infine, misero fine alla stagione dei mercenari svizzeri.
Fino al 1860 almeno un reggimento prestò servizio nel Regno delle Due Sicilie. I loro ultimi epigoni sono le attuali guardie svizzere del Vaticano.

## Condotta e disciplina
La chiamata alle armi nei cantoni fu sempre generalizzata e portava alla formazione di eserciti molto più consistenti numericamente in rapporto a quelli degli altri paesi e molto più motivati, poiché gli svizzeri, che erano abituati a lottare per liberarsi dalle dominazioni straniere, dovevano farlo anche per sopravvivere. Un'altra peculiarità era data dal fatto che i comandanti, spesso provenienti dagli stessi villaggi, combattevano in mezzo ai propri uomini, con cui avevano avuto consuetudine di vita diretta e personale, partecipando ai loro rischi e ai loro problemi, sviluppando così un forte spirito di corpo assente nelle altre formazioni. Spesso, si misero in luce per il valore militare e la determinazione sui campi di battaglia ma anche per la coesione e la fedeltà verso i propri capi.
In battaglia erano avversari temibili e feroci, molto spesso vincenti e per questo cominciarono a essere ricercati da sovrani e principi stranieri.
(Niccolò Machiavelli - Il Principe, cap. XII)
A tutto ciò si accompagnava l'esemplarità, la ferocia e la pubblicità delle eventuali punizioni:
(Niccolò Machiavelli - Il Principe, cap. XII)
Tutto ciò si traduceva nel terrore per l'accusa di viltà o scarso impegno in combattimento che spingeva a una maggiore combattività e abnegazione sui campi di battaglia.
(Niccolò Machiavelli - Il Principe, cap. XII)

## Formazione

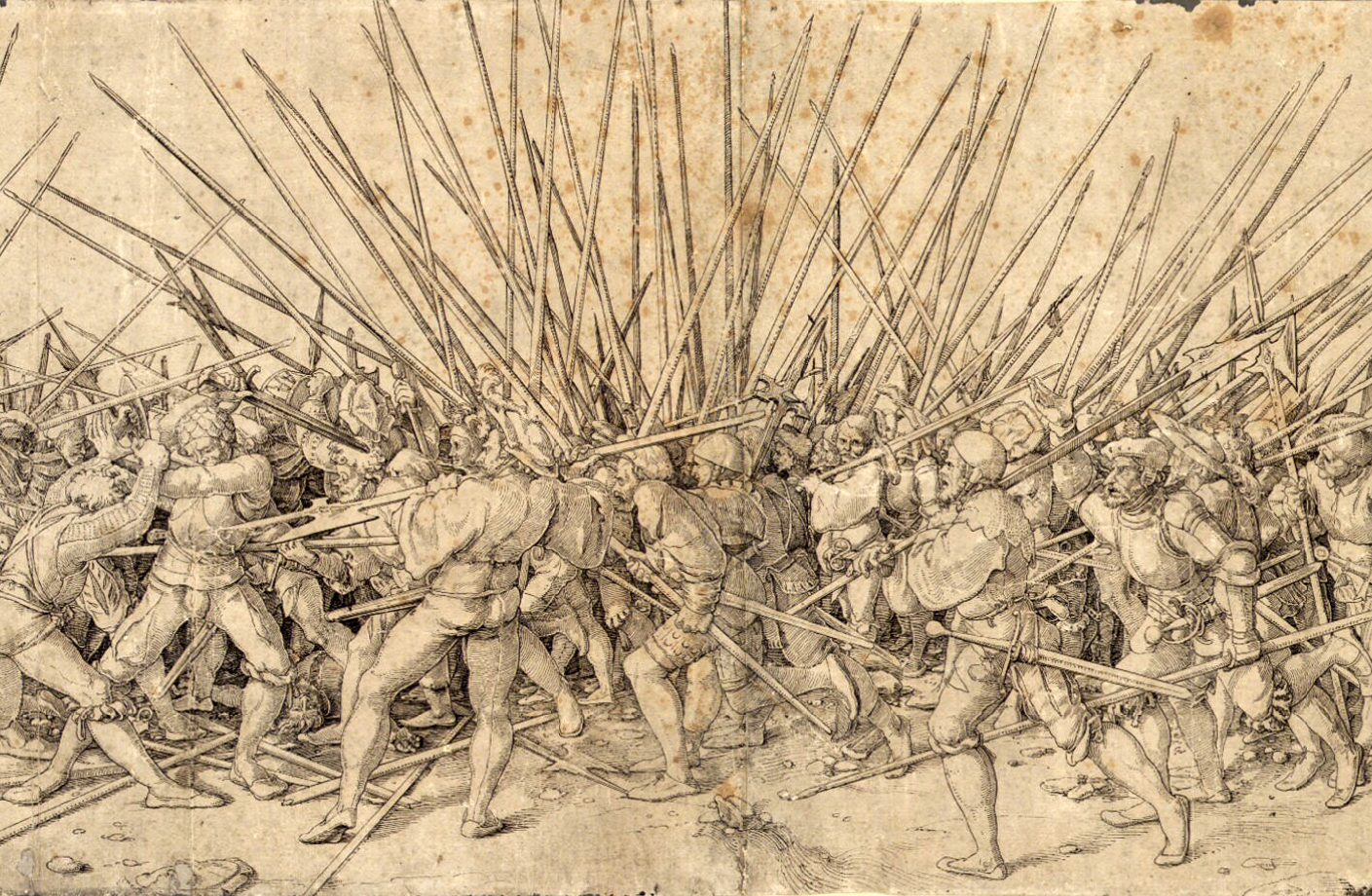
Scompiglio creato dall'incontro in battaglia di due formazioni a riccio, una di lanzichenecchi e una di mercenari svizzeri

I mercenari svizzeri combattevano in quadrati massicci, che richiamavano la falange greca, armati di picca, opponendosi come ricci agli attacchi della cavalleria che nulla poteva: solo Francesco Bussone detto il "Carmagnola", al comando di truppe viscontee, diede loro, a Bellinzona, una sanguinosa lezione, facendo scendere da cavallo i cavalieri e affrontandoli in un corpo a corpo vittorioso.
Una formazione era composta da 3-4.000 uomini armati di una picca alta circa cinque metri e mezzo e disposti a formare un quadrato compatto e serrato. Talvolta accadeva che lo schieramento prendesse la forma di un rettangolo sormontato da un triangolo, come accadde nella Battaglia di Morat nel 1476. Nel corso di questa battaglia, i "ricci" dimostrarono un'ottima capacità di manovra, compiendo a grande velocità l'accerchiamento delle linee nemiche e marciando in modo da sottrarsi al fuoco dell'artiglieria.

## Ingaggio

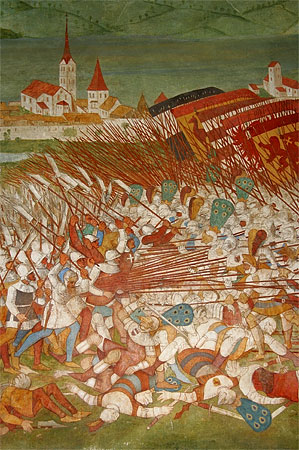
Il "riccio" in azione

I comandanti, per lo più piccoli nobili o piccoli feudatari decaduti appartenenti a quella che qualcuno chiamerà spazzatura feudale, combattevano assieme alle proprie truppe e con esse vincevano o morivano.
Gli svizzeri erano devoti e valorosi finché venivano pagati, attenti al denaro e al bottino, lontani da ambizioni politiche, ma fulminei ad abbandonare il proprio committente se ritardava il soldo: Pas d'argent pas de Suisses (niente denaro, niente svizzeri).
Non si legavano in nessun modo al sovrano o principe che servivano, ma, terminata la campagna militare, facevano ritorno nel proprio paese. Erano veri professionisti seri e puntuali, inflessibili nel dare ma altrettanto inflessibili nel pretendere il dovuto; divennero uno stereotipo umano e militare non solo per i propri lontani eredi nazionali ma per i contemporanei che a essi si ispirarono come i Landsknechte tedeschi la cui presenza nei campi di battaglia fu spesso risolutiva. Appartenevano a quel variegato mondo dei mercenari che non combattevano pro aris et focis, e che una vittoriosa campagna bellica poteva rendere carichi di ricchezze.

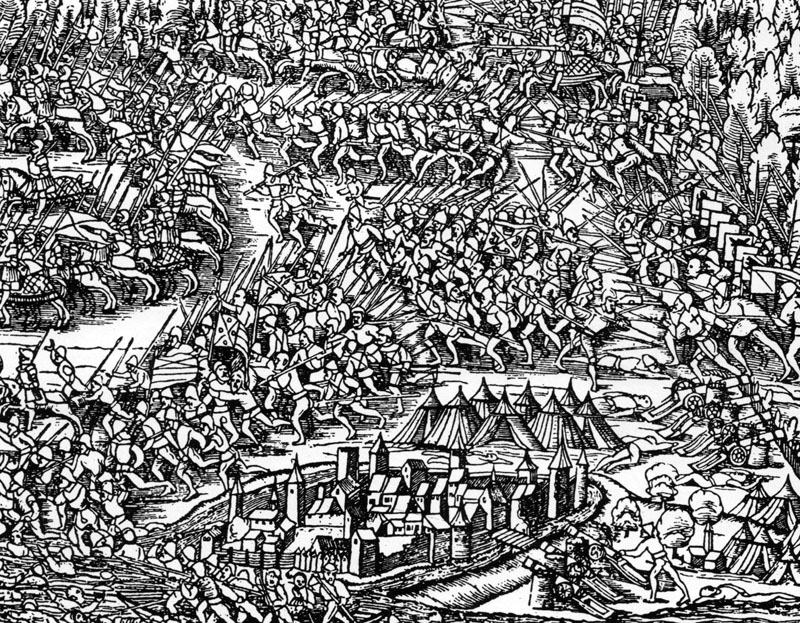
Mercenari svizzeri a Morat

Contro di essi e dei mercenari in genere si levò la voce di Niccolò Machiavelli che, con molta acrimonia, li poneva alla base delle disgrazie d'Italia. Gli attacchi dello scrittore furono soprattutto dovuti all'infedeltà dimostrata quando i pagamenti cominciavano a tardare o quando la campagna bellica si dimostrava meno fruttifera del previsto.
(Niccolò Machiavelli - Il Principe, cap XII)
Gli svizzeri erano, tuttavia, come affermò Tommaso Moro, coraggiosi, feroci e sprezzanti del pericolo, combattevano per sopravvivere.
Il loro arrivo significò il tramonto della guerra medievale, caratterizzata dalla poca cruenza, dalla limitatezza numerica degli eserciti e dal dominio della cavalleria feudale, e l'inizio della guerra moderna, caratterizzata da grandi bagni di sangue, assenza di pietà per il nemico e diffusione del mercenariato. «In confronto al pathos della guerra cavalleresca - dove si gridava, si agitavano insegne, si cantava, si rideva, si piangeva, ci si offendeva ma in fondo si moriva di meno - il "riccio" svizzero era un'immagine di cupa, impassibile, inesorabile ferocia.»

### Esplicative
1. ↑  Tuttavia è opportuno ricordare che durante la Battaglia di Arbedo gli svizzeri utilizzavano in prevalenza alabarde: queste, essendo più corte delle picche milanesi, erano svantaggiate in un combattimento appiedato.
2. ↑  Moro presenta un popolo immaginario, gli Zapoleti, che rappresentava in tutto e per tutto gli svizzeri

### Bibliografiche
1. ↑   Carlo Maria Cipolla, Tre storie extra vaganti, Bologna, Il Mulino, 1994,  p. 36, ISBN 88-15-04571-6.
2. 1 2  Cardini 1995.
3. 1 2 3 4 5 6 7  Santi-Mazzini 2005, p. 27.
4. ↑  Santi-Mazzini 2005, pp. 26-27.
5. ↑  Andenna 1998.
6. ↑  R. Ago, V. Vidotto, Storia moderna, p. 292, Casa editrice Giuseppe Laterza & figli, 2009, Bari. ISBN 978-88-420-7243-0
7. ↑  Santi-Mazzini 2005, p. 26.
8. ↑  de Fourquevaux R. - Instructions sur le faict de la guerre - 1584

### Fonti
- Niccolò Machiavelli, Il Principe, 1532. ed.  Biblioteca Treccani, 2002.
- Niccolò Machiavelli, Dell'arte della guerra, 1521. ed.  Biblioteca Treccani, 2002.
- (LA) Tommaso Moro, Libellus vere aureus, nec minus salutaris quam festivus de optimo rei publicae statu, deque nova insula Utopia, 1516. ed.  Laterza, 1981.

### Studi
In italiano
- Elena Percivaldi, I Picchieri svizzeri, in Storie di Guerre e Guerrieri, vol. 11, 2017,  pp. 34-41.

In altre lingue
- (DE) Hans-Joachim Behr, Garden und Vergardung. Das Problem der herrenlosen Landsknechte im 16. Jahrhundert (PDF), in Westfälische Zeitschrift, vol. 145, 1995,  pp. 41–72.
- (EN) Stephen Ede-Borrett, Swiss Regiments in the Service of France 1798-1815: Uniforms, Organization, Campaigns, Helion, 2019.
- (DE) Meinrad Lienert, Schweizer Sagen und Heldengeschichten, 1915.
- (EN) Douglas Miller, The Swiss at War 1300-1500, Osprey Publishing, 1979.
- (DE) Johann Jakob Romang, Die Englische Schweizerlegion und ihr Aufenthalt im Orient, F. Wyß, 1857, OCLC 602320820.
- (DE) Walter Schaufelberger, Der Alte Schweizer und Sein Krieg: Studien Zur Kriegführung Vornehmlich im 15. Jahrhundert, 1987.

### Consultazione
In italiano
- Giancarlo Andenna [et al.] (a cura di), Comuni e signorie nell'Italia settentrionale, la Lombardia, Storia d'Italia, Utet, 1998.
- Franco Cardini, Quella antica festa crudele, Milano, Mondadori, 1995, ISBN 88-04-42313-7.
- Philippe Contamine, La guerra nel Medioevo, Bologna, il Mulino, 2005, ISBN 88-15-10781-9.
- Georges Duby, Lo specchio del feudalesimo, Bari, Laterza, 1998, ISBN 88-420-5650-2.
- Eugenio Garin, Medioevo e Rinascimento, Bari, Laterza, 2005, ISBN 88-420-7669-4.
- Johan Huizinga, L'Autunno del Medioevo, GTE Newton, 1997, ISBN 88-8183-898-2.
- Jacques Le Goff, L'uomo medievale, Bari, Laterza, 1999, ISBN 88-420-4197-1.
- Michael Edward Mallet, Signori e mercenari. La guerra nell'Italia del Rinascimento, Bologna, Il Mulino, 1983, ISBN 88-15-00294-4.
- Gabriela Piccinni, I mille anni del Medioevo, Milano, Bruno Mondadori, 1999, ISBN 88-424-9355-4.
- Claudio Rendina, I capitani di ventura, Roma, Newton Compton, 1999, ISBN 88-8289-056-2.
- Giovanni Santi-Mazzini, Militaria - Storia delle potenze europee da Carlo Magno al 1914, Milano, Mondadori, 2005, ISBN 88-370-3324-9.
- Alberto Tenenti, L'età moderna, Bologna, Il Mulino, 2005, ISBN 88-15-10866-1.

In altre lingue